# Gemma Malley
Gemma Malley (...) è una scrittrice britannica.
Vive a Londra ed è autrice di romanzi per ragazzi.
Ha studiato filosofia all'università di Reading prima di dedicarsi al lavoro di giornalista per testate come il Company Magazine e il Sunday Telegraph.

## Opere
- La Dichiarazione
- The Resistance
- The Returners